# Шорйыв (сельское поселение Куратово)
Шорйив  — деревня в Сысольском районе Республики Коми в составе сельского поселения  Куратово. 

## География
Расположена на расстоянии 3 км от центра поселения села Куратово на запад.  

## История
Известна с 1586 года. В переводе с коми означает «верховье ручья».

## Население
Постоянное население  составляло 19 человек (коми 100%) в 2002 году, 3 в 2010 .